# 842
Cette page concerne l'année 842  du calendrier julien. Pour l'année 842 av. J.-C., voir 842 av. J.-C.
L'année 842 est une année commune qui commence un dimanche.

## Événements
- 5 janvier : début du califat abbasside d'Harun al-Wathik (fin en 847)[2].

- Chute de la monarchie tibétaine avec le meurtre du roi Langdarma par un moine bouddhiste et parcellisation du pays[3]. Les Chinois reprennent le contrôle des routes commerciales d'Asie centrale entre la Chine et la Perse. Le Tibet entre dans une période obscure entre 852 et 970[4]. Le bouddhisme, déraciné par la perte des communautés monastiques et du patronage royal, survit certainement dans de petits groupes isolés, notamment à l’est du Tibet.
- Début de la proscription du bouddhisme dans la Chine de la dynastie Tang. Un édit ordonne le retour à la vie laïque de centaines de moines (842-845)[5].

### Europe
- 21 janvier : début du règne de Michel III, âgé de six ans, empereur byzantin (fin en 867) sous la régence de sa mère Théodora (fin en 856)[2].  Celle-ci gouverne en s’appuyant sur ses frères Petronas et Bardas et de l’eunuque Theoktisos.
- 9 février : Nominoë se fait proclamer princeps de Bretagne dans le cartulaire de Redon[6].
- 14 février : les Serments de Strasbourg, prononcés par Charles le Chauve et Louis le Germanique contre leur frère aîné Lothaire annoncent le traité de Verdun. Charles et Louis se partagent l’empire en laissant l'Italie à Lothaire[7].
- 15 juin : diète impériale de Saint-Romain-des-Îles, près de Mâcon (aujourd'hui en France) ; débat du partage de l'Empire en présence des trois rois et formation d'une commission géographique destinée à définir les frontières entre les trois futurs Etats, qui seront la lointaine matrice des Etats actuels[8]
- 6 décembre[9] : les Vikings s'emparent et mettent à sac Quentovic, un des plus grands ports de l'époque, situé sur la Canche (Étaples). Ses habitants payent tribut pour éviter l’incendie de la ville.
- 14 décembre : mariage de Charles le Chauve avec Ermentrude d'Orléans[10].

- Début du règne de Ramire Ier d'Oviedo, roi des Asturies[11].
- Les Aghlabides, aidés par les Napolitains, s’emparent de Messine, en Sicile (842-843)[12].
- Les Sarrasins pillent la ville d'Arles et sa région[13]. L'émir de Cordoue Abd al-Rahman II envoie un raid contre la marche d'Espagne, vers Ausone, la Cerdagne et Narbonne[14].
- Les Vikings remontent la Tamise pour la première fois et pillent Londres et Rochester[15]. Ils installent une base permanente à l'embouchure de la Loire sur l'Île de Noirmoutier[16].
- Résurgence du paganisme en Saxe[7].
- Fondation légendaire de la première dynastie des ducs, puis rois de Pologne par Piast (fin en 1370)[17].